# Митја Робар
Митја Робар (словен. Mitja Robar; рођен 4. јануара 1983. у Марибору, СР Словенија) професионални је словеначки хокејаш на леду који игра на позицији одбрамбеног играча.
Робар је професионалну каријеру започео 2000. у екипи ХДК Марибор, а од словеначких клубова играо је још и за Славију, Олимпију и Акрони Јесенице. Од сезоне 2011/12. игра за немачки Крефелд у ДЕЛ лиги.
За словеначку репрезентацију наступао је десет пута на светским првенствима, од чега чак пет пута на првенствима елитне дивизије, а такође је био и део националне репрезентације на олимпијском хокејашком турниру 2014. у Сочију где је Словенија освојила 7. место. На олимпијском турниру одиграо је свих пет утакмица и остварио статистику од једне асистенције.